# Sianów
Sianów [ˈɕanuf], tyska Zanow, är en stad i norra Polen med 6 681 invånare (2013) och är huvudort för en stads- och landskommun med samma namn. Staden tillhör distriktet Powiat koszaliński i Västpommerns vojvodskap och ligger vid floderna Polnica och Unieśćs dalgång 6 km öster om staden Koszalin, vid östra sluttningen av berget Góra Chełmska i det historiska landskapet Hinterpommern.

## Sevärdheter
- Stadens gamla stadskärna.
- S:t Stanisławkyrkan
- Kapellet på ul. Węgorzewska, uppfört 1844
- Stadsparken från 1800-talet.
- Slottsruinen från 1300-talet är idag till större delen förstörd genom anläggandet av vägen genom staden.
- Rådhuset, uppfört 1879.
- Stadsporten
- Tändsticksfabriken från 1845.

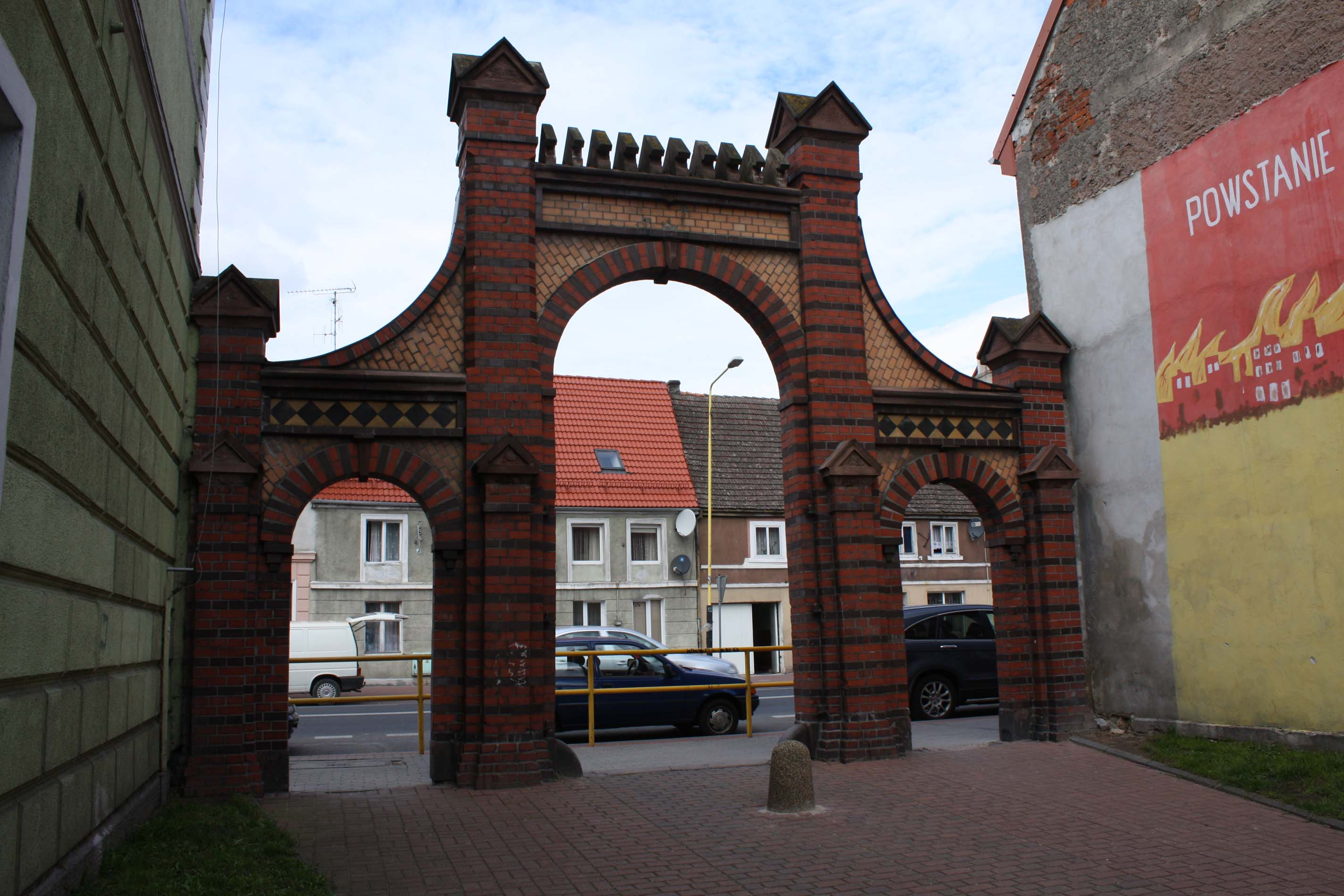
Stadsporten.
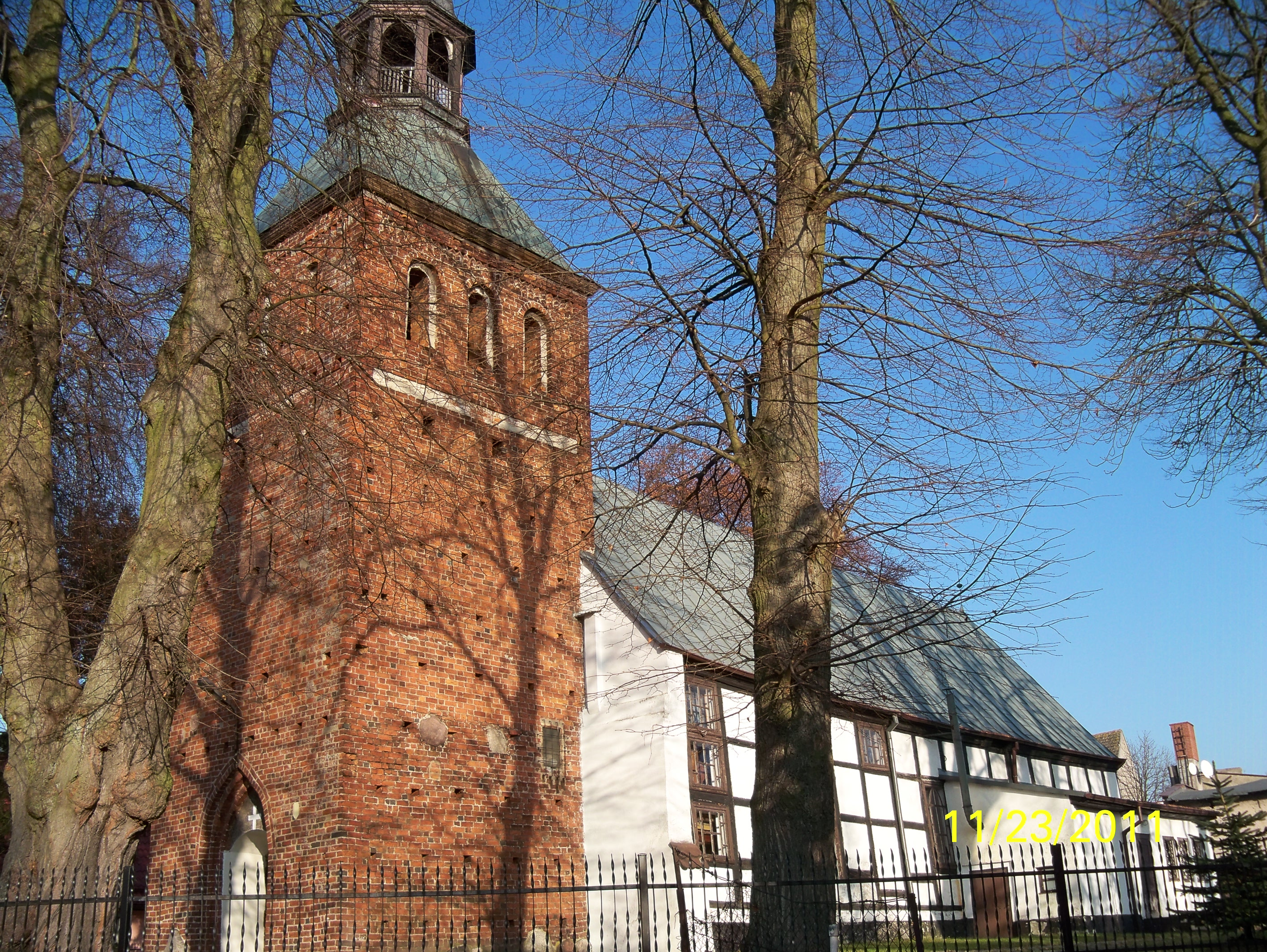
S:t Stanisławkyrkan.
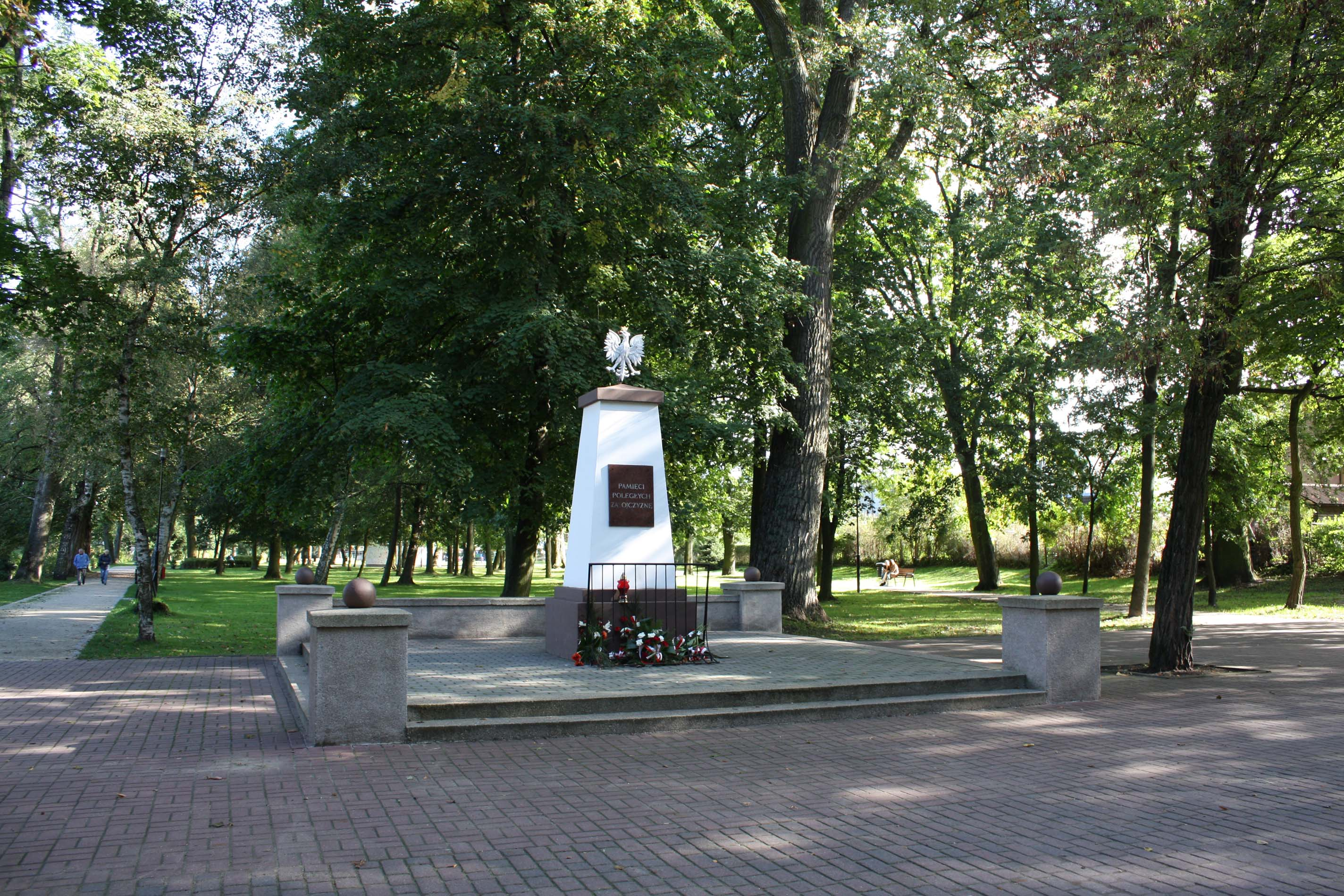
Monument i stadsparken.

## Kommunikationer
Genom staden går europaväg E28 (Berlin – Szczecin – Gdańsk – Kaliningrad – Vilnius – Minsk), på den polska delsträckan skyltad som den nationella landsvägen DK 6.
Den närmaste järnvägsstationen finns i Skibno, omkring 3 kilometer från staden, och ger staden järnvägsförbindelse i riktning mot Stargard Szczeciński och Gdańsk. Bussförbindelse från staden finns till Koszalin.